# Сант'Алозио (Алесандрија)
Сант'Алозио је насеље у Италији у округу Алесандрија, региону Пијемонт.
Према процени из 2011. у насељу је живело 20 становника. Насеље се налази на надморској висини од 453 м.